# Wilhelm Malaniuk
Wilhelm Malaniuk, né le 26 juin 1906 et mort le 20 décembre 1965, est un juge et scientifique autrichien.

## Biographie
Après des études à Vienne, Malaniuk devient juge à Baden et à Mödling. Après l'arrivée au pouvoir de l'Allemagne nazie, il est brièvement arrêté et licencié en tant que juge. Pendant la Seconde Guerre mondiale, il est enrôlé dans les forces armées allemandes. Immédiatement après la guerre, Malaniuk redevient juge, puis président du tribunal régional supérieur et professeur d'université. Dans ses écrits et manuels, il s'est consacré en particulier au traitement juridique des crimes nazis et des crimes de guerre,,.